# Marcinowice (powiat Świdnicki)
Marcinowice (Duits: Groß Merzdorf) is een dorp in het Poolse woiwodschap Neder-Silezië, in het district Świdnicki (Neder-Silezië). De plaats maakt deel uit van de gemeente Marcinowice.

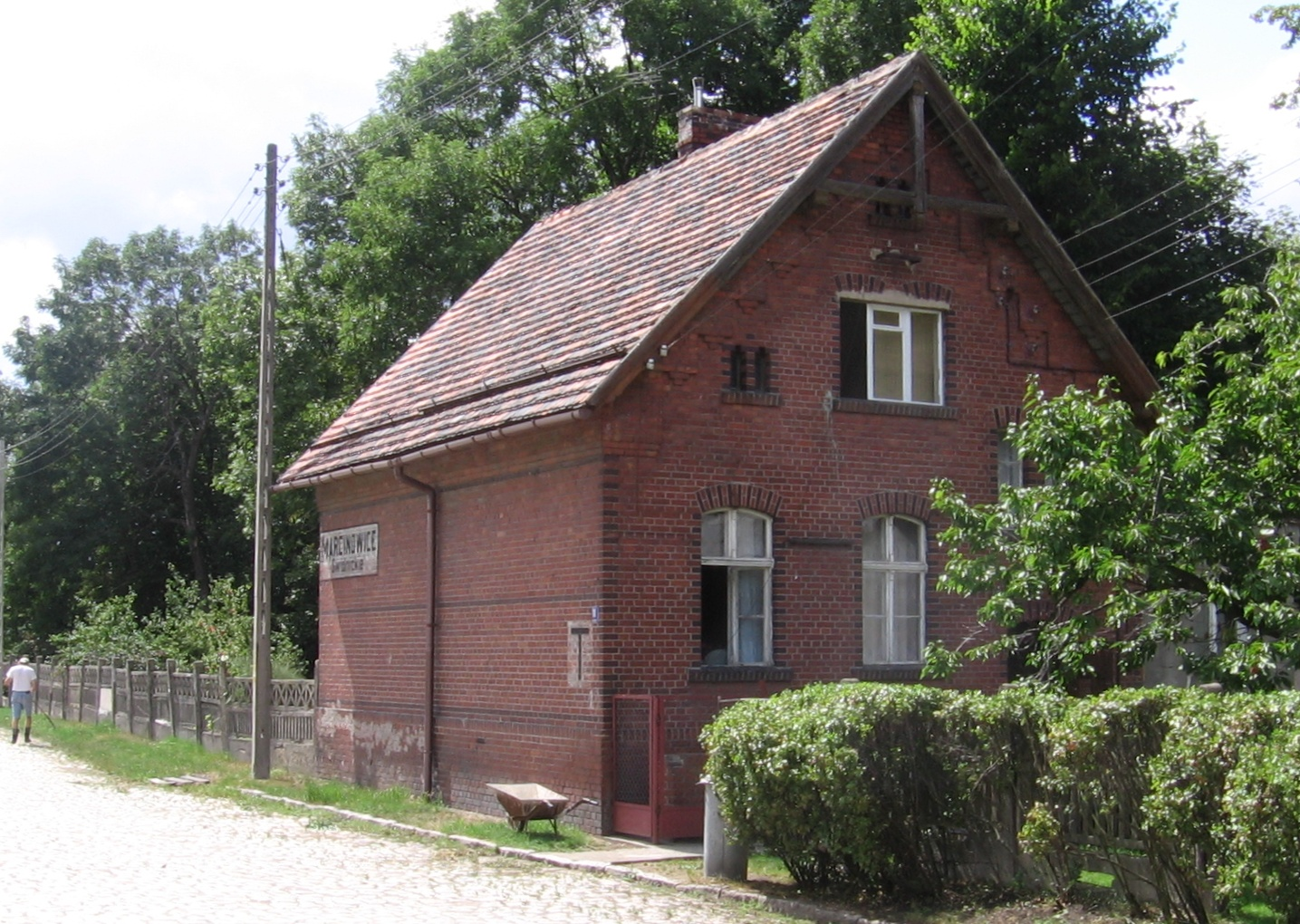
stationsgebouw